# Рефик Вишћа
Рефик Вишћа (1955 — 1992) био је војни полицајац у Армији Републике Босне и Херцеговине, познат по томе што је изгубио живот спашавајући 12 заробљених српских војника.

## Биографија
Рефик Вишћа је рођен у Завидовићима 1955. године. Био је истакнути спортиста и члан локалног фудбалског клуба Криваја.
Током рата у Босни и Херцеговини био је припадник војне полиције Армије Републике Босне и Херцеговине. Преминуо је 12. августа 1992. године. Двије године након његове смрти, супруга и два малољетна сина су напустили Босну и Херцеговину и одселили се у Италију.

## Смрт
Дана 12. августа 1992. године припадник АРБиХ Јасмин Виковић (21), истакнути каратиста, у пијаном је стању дошао у зграду техничке школе како би малтертирао заробљене Србе. На позив надређених Рефик је као испомоћ дошао у Средњу техничку школу у Завидовићима како би осигурао дванаест заробљених српских војника. Када је Виковић и други пут дошао са намјером да дође до заробљеника, Вишћа му се супроставио након чега је дошло до унакрсне ватре. Вишћа је на лицу мјеста преминуо са 22 метка у тијелу, док је Виковић био рањен.
Јасмин Виковић је брзо пуштен из притвора, а као разлог су наведена његова храброст у рату, спортски резултати и његове године. Процесуиран је касније, али није одлежао пуну казну. Предсједник Федерације Босне и Херцеговине Живко Будимир га је 2011. године помиловао, након чега је напустио земљу. Поново је ухапшен 1. септембра 2016. године, због злочина над припадницима Хрватског вијећа одбране, а Тужилаштво Босне и Херцеговине 28. децембра исте године је против њега и још тројице сабораца подњело оптужницу.

## Послије рата
Посланички клуб Социјалдемократске партије БиХ у Градском вијећу Завидовића 2. фебруара 2017. године поднио је иницијативу о именовању једне градске улице по Рефику Вишћи. Приједлог је да се један дио или цијела улица Мехмед-паше Соколовића у којој се налази Средња техничка школа преименује у улицу Рефика Вишће.